# Djungel

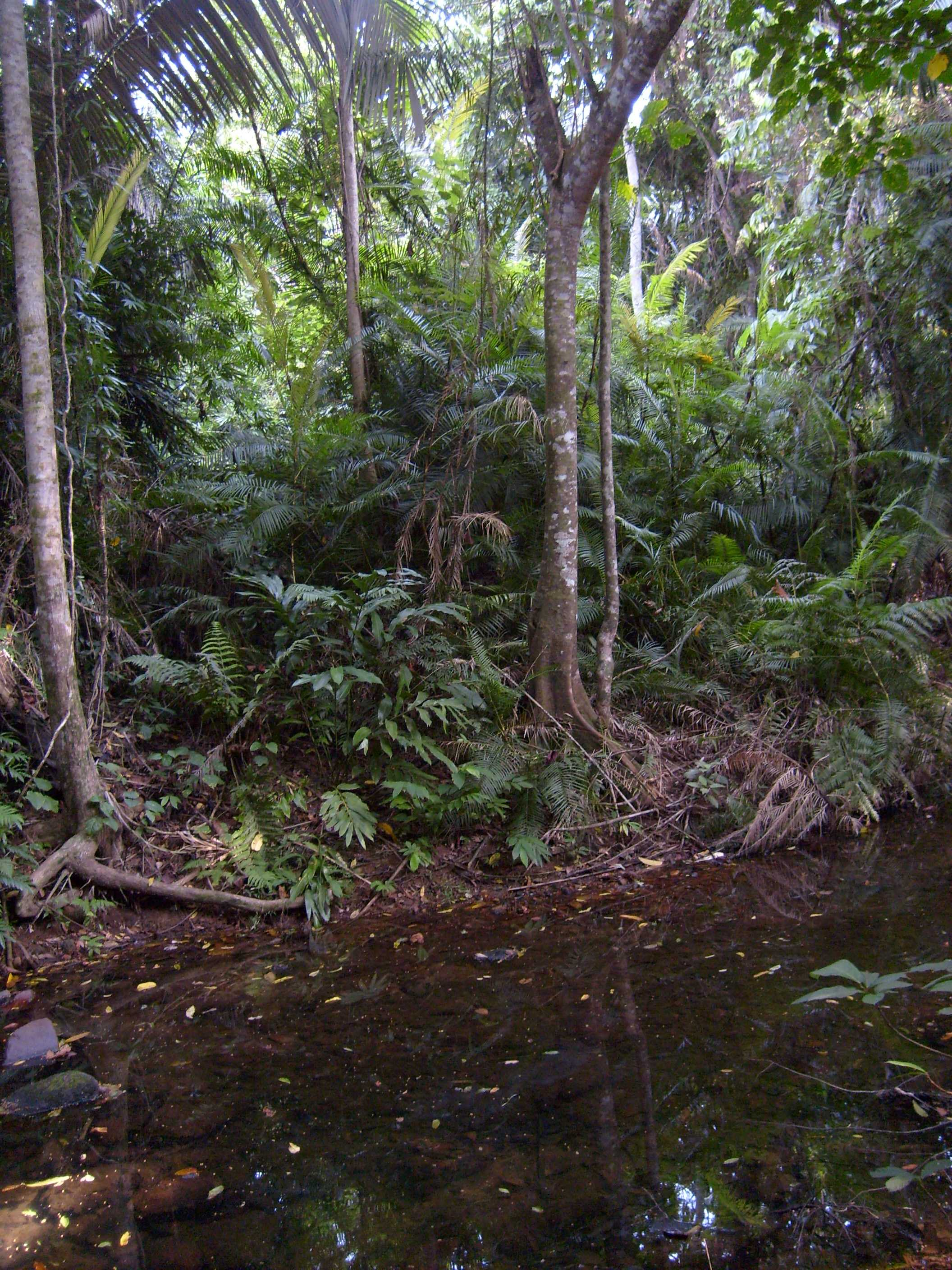
Djungel i Malaysia.

En djungel, från bland annat sanskrit ज۬गल (jangala = skog) och hindi: (jangal = ödemark):, är tät tropisk skogsvegetation, vanligt förekommande vid ekvatorn och i tropiska klimatzoner. Fram till 1970-talet användes begreppet ofta om det som i dag oftast benämns som tropiska regnskogar.
I symbolisk betydelse kan ordet även användas om fysiska platser eller situationer som upplevs svåra att orientera sig.